# 23e cérémonie des Aigles d'or
La 23e cérémonie des Aigles d'or, organisée par l'Académie russe des sciences et des arts cinématographiques, se déroule à Mosfilm à Moscou le 31 janvier 2025.
Les films L'Air de Alexeï Alexeïevitch Guerman et L'Amour de l'Union soviétique de Dmitri Iossifov (ru), Ilia Lededev et Nikita Vyssotski (ru) reçoivent chacun six récompenses : L'Air recevant celle du meilleur film.

## Palmarès

### Aigle d'or du meilleur film
- L'Air (Воздух) d'Alexeï Alexeïevitch Guerman
  - Un hiver sans fin (Вечная зима) de Nikolaï Larionov
  - L'Amour de l'Union soviétique (Любовь Советского Союза) de Dmitri Iossifov (ru), Ilia Lededev et Nikita Vyssotski (ru)
  - Regarde-moi (Смотри на меня!) de Vladimir Grammatikov
  - D'ici cent ans (Сто лет тому вперёд) de Aleksandr Andriouchchenko

### Aigle d'or de la meilleure série télévisée
- Stolypine (Столыпин) d'Alexeï Andrianov
  - Amiral Kouznetsov (Адмирал Кузнецов) de Sergueï Vinogradov
  - Je ne peux pas vivre sans toi (Я не могу без тебя) de Iouri Moroz

### Aigle d'or de la meilleure série de plateformes en ligne
- L'Autoroute (ru) (Трасса) de Douchan Gligorov
  - Un fond en or (ru) (Золотое дно) d'Ilia Iermolov
  - Affrontement (ru) (Противостояние) de Timour Alpatov

### Aigle d'or du meilleur réalisateur
- Vladimir Grammatikov pour Regarde-moi
  - Alexeï Alexeïevitch Guerman pour L'Air
  - Dmitri Iossifov (ru), Ilia Lededev et Nikita Vyssotski (ru) pour L'Amour de l'Union soviétique

### Aigle d'or du meilleur scénario
- Sergueï Sneschkine (ru) pour L'Amour de l'Union soviétique
  - Nikolaï Larionov pour Un hiver sans fin
  - Alexeï Alexeïevitch Guerman et Elena Kisseliova pour L'Air

### Aigle d'or du meilleur acteur au cinéma
- Sergueï Bezroukov dans L'Air (Воздух)
  - Alexandre Iatsenko dans Anormal (ru) (Ненормальный)
  - Roman Vassiliev dans L'Amour de l'Union soviétique (Любовь Советского Союза)

### Aigle d'or de la meilleure actrice au cinéma
- Alexandra Oursouliak dans Regarde-moi
  - Anastassia Talyzina (ru) dans L'Air
  - Anguelina Stretchina dans L'Amour de l'Union soviétique

### Prix spécial
- Alexeï Rybnikov pour sa contribution au cinéma russe (Le prix a été remis par Karen Chakhnazarov)

## Statistiques

### Récompenses/nominations multiples
Film :
- 6/14 : L'Air et L'Amour de l'Union soviétique
- 2/5 : Regarde-moi
- 0/8 : D'ici cent ans
- 0/2 : Un hiver sans fin

TV :